# Alvinza Hayward
Pour les articles homonymes, voir Hayward.
Alvinza Hayward (1822-1904) était un industriel et financier américain de San Francisco, qui a fait fortune en achetant des actions d'une mine d'or et argent particulièrement riche au moment de la découverte du « Crown Point Bonanzza » à Virginia City, le plus important gisement d'argent-métal de l'histoire des États-Unis. Décrit comme « l'homme le plus riche de Californie », ou comme son premier millionnaire, c'est le doyen du Comstock Lode, où il arrive à l'âge de 42 ans, avec capitaux et expérience.

## Biographie
Alvinza Hayward est né dans le Vermont avant d'émigrer dans la région de New York, pour des études de droit, puis dans les mines de plomb du Michigan où il acquiert une précieuse connaissance de la géologie. 
Après avoir participé à la ruée vers l'or en Californie, il poursuit ses recherches d'or près de Sutter Creek, sur ce qui est appelé alors le « Mother Lode », tout en extrayant du quartz. Il investit dans la mine d'argent de « Badger and Wolverine Mine », puis celle d'Eureka, ouverte en 1852 dans le comté d'Amador en Californie, à son tout début, un placement qui se révèle un grand succès, et qu'il agrandit en 1859. La mine produira 36 millions de dollars en tout.
Il s'associe avec A. N. Coleman, un épicier d'Amador qui lui avait prêté de l'argent pour créer une société d'investissement, mais ce dernier perd tout le capital en spéculant à la Bourse de San Francisco.
En 1864, il s'installe sur le Comstock Lode. À partir de décembre 1870, il rachète les actions de la « Crown Point Mine », avec le directeur de la mine, le futur sénateur John P. Jones, sans prévenir l'actionnaire de la mine, la Bank of California. Tous deux veulent ainsi mieux profiter du Crown Point Bonanzza, la découverte d'un gisement d'or et d'argent après laquelle, toutes les actions des compagnies minières s'envolent La Bank of California  perd la majorité du capital et lui cède ses actions. Les deux associés prennent aussi le contrôle de « Savage », une autre mine du secteur.
Associé à son fils et l'ex-gouverneur de San Francisco, John G. Downey, il crée en 1868 la banque « Alvinza Hayward & Co », puis en fondera une autre sous le nom de « San Ramon Valley bank ». Il réalise alors de nombreux investissements dans les forêts, les mines de quartz et l'immobilier de San Francisco, en particulier dans le « Kohl Building », bâti en 1901, l'un des rares bâtiments à avoir survécu au séisme de 1906. Il est aussi l'un des fondateurs de la « San Francisco City Gas Company », qui sera transformée en Pacific Gas and Electric Company.
Client de la société de production hydroélectrique « South Yuba Canal Co », en 1876, il réussit à s'en emparer en s'alliant avec le directeur John Kilbourne Spaulding, comme il l'avait fait six ans plus tôt pour la « Crown Point Mine ».
Après sa mort, le « Hayward Park », son domaine de San Mateo, sera transformé en hôtel. Il a donné son nom à une ville de 140 000 habitants, dans le comté d'Alameda, près de San Francisco.